# Андрій Харина
Андрій Харина (1951, ФРН) — український художник.

## Життєпис
Народився у 1951 році у ФРН. Разом з батьками переїхав до США, звідки згодом родина виїхала до міста Торонто в Канаді. Андрій Харина студіював мистецтво в Коледжі Мистецтв Онтаріо.
У 1982 році брав участь у виставці разом із дідом Петром Холодним, яку влаштували в Нью-Йорку Об'єднані Українські Митці Америки. Неодноразово брав участь у виставках в Торонто. В 1994 році отримав нагороду на виставці «Артсфест» з категорії «найкращої картини на виставці» за картину «Пісня ворони», а в 1999 р. — за картину «Парасоля».
За дослідженнями Дарії Даревич, ікони Андрія Харини віддзеркалюють «чутливість палітри» Петра Холодного, хоча вони впевнено підкреслюють його індивідуальні «пошуки та інновації в композиції, у формі та в колориті» В його іконах підкреслюється «гармонійність та духовність» Дарія Даревич відмічає, що у кожного з митців трьох поколінь Холодних найпевніша творча індивідуальна дорога виявляється не в релігійному мистецтві.
Мистецтвознавиця Галина Новоженець з мистецького об'єднання «Шлях» вважає Андрія Харину як справжнім представником «трьох поколінь родини Холодних», так і представником течії сакрального мистецтва, характерного для діаспори.

## Сім'я
- Прадід — Холодний Петро Іванович (1876—1930), український художник, член Української Центральної Ради, Міністр УНР.
- Дід — Холодний Петро Петрович (1902—1990), український художник
- Бабуся — Лівицька-Холодна Наталя Андріївна (1902—2005), українська поетеса
- Батько — о. Михайло Харина, священник Українського католицького собору Покрови Пресвятої Богородиці в Торонто[3]
- Мати — Холодна-Харина Леоніда Петрівна (1925) (в сім'ї скорочено — Іда)
- Має двох братів.
- дядько - Харина Мирослав (1909-1991)